# Spartacus: Blood and Sand
Spartacus: Blood and Sand is een Amerikaanse dramaserie over het leven van de Romeinse slaaf en gladiator Spartacus. De televisieserie startte in de Verenigde Staten op 22 januari 2010 met de proefaflevering The Red Serpent. De serie telt 13 afleveringen. In Nederland was de serie te zien op RTL 5 en in Vlaanderen op Prime en 2BE.
De serie focust vooral op Spartacus’ leven voor hij zijn beroemde opstand begon.

## Verhaal
Spartacus is een Thracische soldaat die vecht voor de Romeinen onder Claudius Glaber. Wanneer hij tegen Glaber in opstand komt omdat die ten strijde wil trekken tegen de troepen van Mithridates VI van Pontus, wordt hij gearresteerd en tot slaaf gemaakt. Hij wordt samen met andere mensen van zijn stam veroordeeld tot executie in het amfitheater. Spartacus overleeft de executie en moet zich aansluiten bij de ludus (gladiatorenschool) van Batiatus. Voortaan mag hij vechten in het amfitheater tot vermaak van het Romeinse volk. Om te overleven moet hij niet alleen vechten tegen zijn collega-gladiatoren, hij moet ook vechten tegen verraad en corruptie en bovendien stelt vrouwelijke nabijheid hem op de proef. Eerst is hij koppig en onhandelbaar. Een lint van zijn vrouw, die ontvoerd is toen hij werd gearresteerd, brengt hem tot andere gedachten. Zijn meester zegt dat hij zijn vrouw gaat zoeken zolang Spartacus vecht en hem dominus (Latijn voor meester) noemt. Later wordt Spartacus met zijn vrouw herenigd, maar niet op de manier zoals Spartacus wenst. Zijn vrouw sterft. Spartacus staat erg in de gunst van Batiatus omdat hij een publiekstrekker is. Nu is hij een beroemd gladiator die Theokoles de Schaduw des Doods heeft gedood. Later moet Spartacus ook zijn beste vriend Varro doden. Dit was tijdens een demonstratiegevecht voor het Toga-Virilis feestje voor de jonge Numerius. Het was Numerius die besliste over Varro's dood. Ondertussen wordt Spartacus langzaam maar zeker verliefd op Mira, een slavin die erg aardig voor hem is en ook verliefd is op hem. In de laatste aflevering van seizoen 1 beslist Spartacus in opstand te komen. Hij vermoordt Batiatus, omdat deze Spartacus' vrouw Sura heeft laten ombrengen. Ook Numerius zal tijdens de opstand omgebracht worden door Varro's vrouw, en Lucretia wordt zwaar verwond, terwijl haar ongeboren baby sterft door een steekwond. Samen met Crixus weet Spartacus de school over te nemen. Hij en alle andere slaven verlaten de school en beginnen een leven buiten deze muren.

## Productie
De serie werd bedacht door producent Robert Tapert, echtgenoot van Lucy Lawless (Xena: Warrior Princess) en regisseur Sam Raimi. Lawless neemt in deze serie de rol van Lucretia voor haar rekening. De serie werd opgenomen in Nieuw-Zeeland.

## Rolverdeling
| Acteur                | Personage                 |
| --------------------- | ------------------------- |
| Andy Whitfield        | Spartacus                 |
| Manu Bennett          | Crixus                    |
| Peter Mensah          | Doctore Oenomaus          |
| John Hannah           | Quintus Lentulus Batiatus |
| Lucy Lawless          | Lucretia                  |
| Nick E. Tarabay       | Ashur                     |
| Jai Courtney          | Varro                     |
| Dan Feuerriegel       | Agron                     |
| Katrina Law           | Mira                      |
| Lesley-Ann Brandt     | Naevia                    |
| Craig Parker          | Gaius Claudius Glaber     |
| Viva Bianca           | Ilithyia                  |
| Erin Cummings         | Sura                      |
| Antonio Te Maioha     | Barca                     |
| Eka Darville          | Pietros                   |
| Craig Walsh Wrightson | Marcus Decius Solonius    |
| Brooke Williams       | Aurelia                   |
| Aaron Jakubenko       | Sabinus                   |
| Jessica Grace Smith   | Diona                     |

## Afleveringen
| Nr. | #  | Titel                        | Regisseur          | Schrijver(s)                        | Datum uitzending |
| --- | -- | ---------------------------- | ------------------ | ----------------------------------- | ---------------- |
| 1 | 1  | The Red Serpent              | Rick Jacobson      | Steven S. DeKnight                  | 22 januari 2010  |
| In 73 voor Christus sluiten een naamloze Thracische krijger en zijn manschappen zich aan bij legaat Gaius Claudius Glaber en Rome om zo hun vaderland te verdedigen. De Thraciërs zijn al gauw ontgoocheld in de Romeinse strategie wanneer deze hun vaderland onbewaakt achterlaten voor Getense plunderaars. De krijger leidt een opstand van de hulptroepen tegen de Romeinse officieren, waarna hij deserteert om terug te keren naar zijn thuis en zijn vrouw. Hij keert terug op het moment dat de Geten de aanval inzetten. Hij en zijn vrouw weten te ontsnappen, maar worden de volgende dag gevangengenomen door Glaber. Zijn vrouw Sura wordt de slavernij in gedwongen en hijzelf en de andere deserteurs worden verscheept naar de arena van Capua om in het openbaar te worden gedood door de gladiatoren. Hier bewijst hij zijn waarde door zijn vier tegenstanders te verslaan waarop hij zijn nieuwe naam krijgt: Spartacus. |    |                              |                    |                                     |                  |
| 2 | 2  | Sacramentum Gladiatorum      | Rick Jacobson      | Steven S. DeKnight                  | 29 januari 2010  |
| Spartacus wordt als slaaf naar de ludus van Lentulus Batiatus gebracht om een gladiatorentraining en discipline te ondergaan. Hij slaagt er al snel in om de vijandigheid van Crixus, de Gallische ongeslagen kampioen van Capua over zich te halen. Hij valt ook onder de aandacht van de Doctore, de leermeester van de rekruten die gebruik maakt van harde methoden om de rekruten te testen. Spartacus ontmoet ook Varro, een Romein die zich inschreef in de ludus om zo geld te kunnen binnenbrengen voor zijn gezin. Ze worden al snel vrienden. Spartacus' nieuwe eigenaar, de sluwe maar berooide Batiatus doet hem een aanbod: als hij meewerkt en traint als een gelauwerde gladiator zal hij zijn macht gebruiken om Spartacus' vrouw terug te vinden. Hierdoor bereidt Spartacus zich voor op de test die zal bepalen of hij geschikt is als gladiator, en verslaat Crixus terwijl die even pauzeert om te glunderen wanneer hij denkt Spartacus verslagen te hebben. Daarna zweert de zegevierende Spartacus de sacramentum van de gladiatorenbroederschap. |    |                              |                    |                                     |                  |
| 3 | 3  | Legends                      | Grady Hall         | Brent Fletcher                      | 5 februari 2010  |
| Wanneer de gladiatoren zich voorbereiden op een reeks gevechten die de hoogtepunten zullen zijn tijdens het Vulcanalia-festival, weet Spartacus via een list te regelen dat hij tijdens de primus, de zogenaamde eindstrijd, het recht verkrijgt om tegen Crixus te vechten. Ondanks de bezwaren van zijn vrouw Lucretia herinnert Batiatus haar aan de moed en vroegere acties van Spartacus die de aandacht van het volk hebben getrokken. Ondertussen beraamt Lucretia een plan om de gunst te winnen van Glabers vrouw, de sluwe en slinkse Ilithyia. Op het banket voor het gevecht interesseert ze zich in de verlangende Crixus, die in het geheim verliefd is op Naevia, een van de huisslavinnen. Op het Vulcanalia brengt Spartacus zijn eigenaars publiekelijk in verlegenheid door zowel het gevecht te vroeg te beginnen, als zich over te geven in plaats van een eervolle dood te sterven. |    |                              |                    |                                     |                  |
| 4 | 4  | The Thing in the Pit         | Jesse Warn         | Aaron Helbing & Todd Helbing        | 12 februari 2010 |
| Spartacus' schande na zijn overgave aan Crixus in de arena leidt Batiatus ertoe hem te straffen door hem te degraderen en hem te laten vechten in de Kuilen van de Onderwereld, een helse en wrede ondergrondse arena voor een waanzinnige menigte en waar geen regels gelden. Wanneer Naevia schijnbaar de halsketting die Crixus haar als geschenk wil geven weigert, begrijpt hij aanvankelijk haar redenen verkeerd en zet zijn geheime seksuele relatie met Lucretia verder. Ondertussen houdt de langdurige droogte aan, net zoals Batiatus' geldproblemen. Hierdoor ziet Lucretia zich genoodzaakt haar nieuwe smaragden halsketting tegen verlies te verkopen op de markt. Spartacus weet de gevechten in de Kuilen te overleven. Ondanks het geld dat Batiatus heeft verloren door te gokken op Spartacus' wedstrijden weet Spartacus terug in diens gunst te komen door een moordaanslag van twee slaven op hem te verijdelen. Spartacus verkrijgt zo zijn gladiatorenstatus terug. |    |                              |                    |                                     |                  |
| 5 | 5  | Shadow Games                 | Michael Hurst      | Miranda Kwok                        | 19 februari 2010 |
| Tijdens de aanhoudende hittegolf krijgen de vijanden Spartacus en Crixus de opdracht om gezamenlijk een ongeslagen kampioen te bevechten, de Schaduw van de Dood, Theokoles. Doctore is belast met de voorbereiding van de twee gladiatoren op de primus, maar krijgt weinig voldoening van beide mannen. Spartacus probeert gemeenschappelijke gronden te vinden met zijn aartsvijand, maar Crixus blijft gekant tegen het delen van de glorie in de ludus. Na het bezoek van een vruchtbaarheidspriesteres verneemt Lucretia dat ze nooit een kind zal kunnen krijgen. Crixus, die afgeleid is door Naevia, gaat niet in op Lucretia's avances. Intussen vervolgt de gewonde Batiatus zijn eigen onderzoek naar de aanslag op zijn leven en eist bloedwraak op Ovidius, de neef van magistraat Calavius, en diens familie. In de arena wordt na een felle strijd Theokoles eindelijk verslagen door Spartacus, maar Crixus is ernstig gewond geraakt wanneer het eindelijk begint te regenen. |    |                              |                    |                                     |                  |
| 6 | 6  | Delicate Things              | Rick Jacobson      | Tracy Bellomo & Andrew Chambliss    | 26 februari 2010 |
| Tijdens de regenbuien voorzien Spartacus en Barca een toekomst voor zichzelf buiten de ludus. Barca verwacht zijn vrijheid en die van zijn minnaar Pietros te kunnen afkopen, terwijl Spartacus hoopt te kunnen ontsnappen met zijn vrouw Sura. Crixus, die nauwelijks het gevecht tegen Theokoles heeft overleefd, bevindt zich in een gedrogeerde slaap. Als onderdeel van zijn promotie tot kampioen van Capua krijgt Spartacus een nieuw harnas aangemeten. Tijdens een privéles met Numerius, de zoon van een magistraat, steelt hij een dolk voor de geplande ontsnapping. Hij maakt ook gebruik van een deel van zijn winst om wijn en vrouwen te voorzien voor de andere gladiatoren, om zo zijn ontsnappingsplan verder uit te werken. Ondertussen is Batiatus verontrust door het valse nieuws dat Ovidius nog steeds leeft. Ashur maakt gebruik van de kans om Barca te laten doden zodat hij zijn schulden aan hem niet hoeft terug te betalen. Uiteindelijk houdt Batiatus woord om Sura terug te halen, maar haar weerzien met Spartacus is van korte duur als ze al vlug overlijdt aan haar verwondingen die ze onderweg opliep na een zogezegde aanval van rovers. |    |                              |                    |                                     |                  |
| 7 | 7  | Great and Unfortunate Things | Jesse Warn         | Brent Fletcher & Steven S. DeKnight | 12 maart 2010    |
| Spartacus' wereld stort in na de dood van zijn vrouw. Door het verdwijnen van Barca blijft Pietros onbeschermd achter en is niet in staat om om te gaan met de brute aandacht die hij krijgt van Gnaeus. Ondertussen krijgt Varro bezoek van zijn vrouw en zoon. Zijn vrouw vertelt hem dat ze verkracht is na Varro's vertrek. Te midden van al het bedrog zoekt Doctore de waarheid achter Barca's plotse vertrek uit de ludus. De hopeloze Pietros hangt zichzelf uiteindelijk op, waarop Spartacus Gnaeus van de kliffen gooit. Spartacus, die zo weer op gespannen voet leeft met Batiatus, wordt gedwongen om het verlies van Batiatus' inkomsten terug te betalen. Nadat hij de gestolen dolk heeft teruggegeven beslist hij zich te richten op zijn leven als gladiator. Gekleed als een Romeinse consul moet hij in de arena tegen zes criminelen vechten die gekleed zijn als Thraciërs. Hij besluit zichzelf toe te vertrouwen aan de goden van zijn vrouw en begint zijn verleden te zuiveren. |    |                              |                    |                                     |                  |
| 8 | 8  | Mark of the Brotherhood      | Rowan Woods        | Aaron Helbing & Todd Helbing        | 19 maart 2010    |
| Spartacus vervolgt zijn regeerperiode als kampioen van Capua op kosten van Batiatus' rivaal Solonius. Crixus worstelt om te herstellen en de trainingen te hervatten. Na enkele opmerkingen van Ashur overweegt Batiatus om Crixus te verkopen aan een rivaliserende ludus in Damascus. Batiatus koopt zes nieuwe rekruten waarvan er één gesponsord wordt door Ilithyia, de Galliër Segovax. Ze doet dit om haar man te trotseren en indruk te maken op haar vriendinnen. Na een privéfeestje voor haar man waar Spartacus wordt geëerd, belooft ze Segovax zijn vrijheid in ruil voor zijn hulp. Crixus, die de seksuele gunsten van Lucretia herwonnen heeft, onderbreekt de poging van Segovax om Spartacus te wurgen. Crixus en Spartacus geraken beiden gewond in het gevecht, maar beginnen zo een gevoel van broederschap met elkaar te krijgen. Bij haar volgende bezoek is Ilithyia getuige van de kruisiging van Segovax. Ze beweert niets te weten van de redenen waarom Segovax Spartacus aanviel. |    |                              |                    |                                     |                  |
| 9 | 9  | Whore                        | Michael Hurst      | Daniel Knauf                        | 26 maart 2010    |
| Licinia, een rijke edelvrouw en de nicht van senator Marcus Crassus komt op bezoek in Capua en vraagt aan Lucretia om de koopwaar van de ludus "te proeven" en duidt Spartacus aan. Lucretia weet dat Spartacus niet meer met een vrouw is geweest sinds zijn vrouw een slavin werd en beveelt de vrouwelijke bediende Mira om hem voor te bereiden op zijn ontmoeting, een aanbod dat hij weigert. Ilithyia, die vermoedens heeft van de verlangens van haar rijke vriendin, beslist ook een gemaskerde seksuele ontmoeting te houden, waarbij ze Crixus verkiest, die terug is beginnen trainen. Hierdoor beraamt de jaloerse Lucretia een plan waardoor Ilithyia met Spartacus in bed belandt. Ilithyia is geschokt nadat blijkt dat de beide vrouwen van plan zijn deze schande tegen haar te gebruiken, en doodt Licinia. Ondertussen worden Batiatus' plannen om Solonius te doden ondermijnd door Ashur. Crixus is vijandig tegenover enkele nieuwelingen in de ludus, twee Germaanse broers. Varro's vrouw en zoon blijken vermist te zijn. Naevia steelt de sleutels van een van de bewakers om zo Crixus te kunnen bezoeken. |    |                              |                    |                                     |                  |
| 10 | 10 | Party Favors                 | Chris Martin-Jones | Brent Fletcher & Miranda Kwok       | 2 april 2010     |
| Spartacus en Crixus worden aangeduid voor de exhibitiewedstrijd tijdens het mannelijkheidsfeest van Numerius, waarbij Crixus kans ziet om zijn positie weer in te nemen. Batiatus realiseert hoe belangrijk Spartacus is voor zijn eigenbelangen en nodigt hem uit om het bordspel Latrunculi te spelen en enkele bekers wijn te delen, wat Lucretia afkeurt. Ondertussen heeft Naevia problemen met de bewaker waarvan ze de sleutels stal, en riskeert alles om tijd te kunnen doorbrengen met Crixus. Op het feest verleidt de strijdlustige Ilithyia, die nog steeds wordt achtervolgd door haar moord op Licnia, de jonge Numerius. Ze laat hem Crixus vervangen door Varro als tegenstander van Spartacus. Ondanks dat het een exhibitiewedstrijd is verrast Numerius het aanwezige publiek door Varro geen genade te verlenen, waardoor Spartacus met tegenzin zijn enige vriend moet doden. Later die avond, nadat Batiatus' interesse om in de politiek te gaan is afgewezen door Calavius, zweert hij bloedwraak voor het verlies van Varro. Radeloos van verdriet keert Spartacus terug naar zijn cel waar hij in woede uitbarst tot Mira langskomt om hem te troosten. |    |                              |                    |                                     |                  |
| 11 | 11 | Old Wounds                   | Glenn Standring    | Dan Filie & Patricia Wells          | 9 april 2010     |
| Spartacus wordt achtervolgd door de dood van zijn vriend en bekent aan diens vrouw Aurelia dat Varro stierf door zijn zwaard. Tegelijkertijd zet Batiatus een nieuwe roversaanval op en laat magistraat Calavius ontvoeren en houdt hem gevangen in de riolen van de stad. Spartacus geraakt verzwakt door een etterende wonde die hij opliep tijdens het gevecht tegen Varro. Hij herstelt met de hulp van Mira en de medicus, terwijl hij achtervolgd wordt door de doden tijdens zijn koortsige dromen. In de arena herovert Crixus een deel van zijn vergane glorie wanneer hij nodig is in de primus om tegen Pericles, de ongeslagen kampioen van Pompeius te vechten, een strijd die hij ternauwernood weet te winnen. In de ziekenboeg wurgt Spartacus de moordenaar van zijn vrouw Sura, Aulus. Hij merkte dat Aulus niet echt verwond is geraakt tijdens de zogezegde aanval zoals die beweerde. Spartacus ontdekt dat Batiatus Sura's dood bevolen heeft. Batiatus' plan komt tot bloei als hij met de hulp van Ashur in staat is om Solonius verantwoordelijk te stellen voor de dood van Calavius. |    |                              |                    |                                     |                  |
| 12 | 12 | Revelations                  | Michael Hurst      | Brent Fletcher                      | 16 april 2010    |
| In de arena blijft Crixus de overwinningen opstapelen en Spartacus doodt de veroordeelde Solonius. Spartacus is ook op wraak belust, maar wordt door Mira gewaarschuwd dat hij met elke aanval op zijn meester het leven van alle slaven riskeert. Wanneer hij eindelijk audiëntie bij Batiatus verkrijgt houdt hij zich in wanneer hij ziet dat Aurelia, de weduwe van Varro, nu werkzaam is als slavin om haar schuld af te lossen. De ludus verwacht de komst van Ilithyia en haar man Claudius Glaber. Batiatus ergert zich aan de botheid van Glaber maar wordt verrast door de zwangerschap van Lucretia. Ondertussen vecht Spartacus met de soldaten van Glaber en onthult Ashurs wraakzuchtige gekonkel de relatie tussen Crixus en Naevia. Wanneer Glaber weigert om Batiatus te sponsoren, dreigen hij en Lucretia Ilithyia's moord op Licinia te onthullen waardoor Glaber gedwongen wordt zich te berusten in de zaak. Crixus wordt ondertussen gegeseld en Naevia wordt verkocht. Voor haar vertrek vertelt ze de waarheid over Barca's zogenaamde vrijheid aan de Doctore. |    |                              |                    |                                     |                  |
| 13 | 13 | Kill Them All                | Jesse Warn         | Steven S. DeKnight                  | 23 april 2010    |
| Spartacus en Crixus vechten totterdood in de ludus voor de elite van Capua, een wedstrijd georganiseerd door Batiatus voor de sport. Twee dagen eerder probeert Spartacus de andere gladiatoren aan te zetten tot een opstand om zo het huis Batiatus voorgoed te vernietigen. Spartacus krijgt de hulp van Mira, die belast wordt met de opdracht om de poort te openen. Crixus hoopt op een hereniging met Naevia. Ondertussen confronteert de Doctore, die werkelijk Oenomaus heet, Batiatus met de dood van Barca en de medeplichtigheid van Ashur. Later, tijdens het duel, ontdekt Crixus dat hij vergiftigd werd om Spartacus' zege veilig te stellen, waarna hij eindelijk akkoord gaat met de opstand. In de strijd voorkomt Oenomaus aanvankelijk dat Spartacus Batiatus doodt, maar Crixus weet hem te overtuigen om zich aan te sluiten. Ilithyia weet te onstnappen door de deuren van de villa te laten verzegelen door de soldaten van haar man. Oenomaus probeert Ashur te doden, die weet te ontsnappen. Crixus steekt Lucretia in haar buik en doodt zo hun ongeboren kind. Aurelia doodt Numerius als wraak voor de dood van Varro. Spartacus confronteert Batiatus en doodt hem. Na het bloedbad zweert hij om Rome te ontdoen van de slavernij, waarop alle slaven ontsnappen uit de ludus. |    |                              |                    |                                     |                  |

## Historische onjuistheden
Volgens producenten Steven S. DeKnight en Robert Tapert hadden zij de scenario's van de serie na laten kijken door twee historici om alles zo correct mogelijk te houden. Desondanks bevat de serie een aantal historische onjuistheden:
- Lentulus Batiatus' praenomen is in de serie Quintus. Het praenomen van de echte Batiatus was "Gnaeus".[1]
- Batiatus heeft in de serie de ambitie om een magistratus of senator te worden. Historisch zou dit onmogelijk zijn omdat lanistae (en ex-lanistae) deze posities niet mochten bekleden vanwege hun werk werden beschouwd als Infamia (mensen die hun rechten hadden verloren).[2][3][4]
- De bewakers in de serie zijn gekleed als Romeinse legionairs, met onder andere lorica segmentata. De oudste bronnen waarin het gebruik van dit type harnas werd omschreven dateren uit het jaar 9 voor Christus,[5] 60 jaar na de periode waarin de serie zich af zou spelen. Het zou historisch gezien juister zijn als de wachters een lorica hamata droegen.
- In de serie koopt Batiatus zes slaven voor 100 denarii. In de tijdsperiode waarin de serie zich geacht wordt af te spelen kostten slaven al snel tussen de 960 en 4000 denarii per stuk.[6]
- De echte opstand van Spartacus begon met dat de rebellen keukengerei wisten te bemachtigen als alternatieve wapens. Zwaarden kregen ze pas later.[7]
- In de serie is Glaber nog steeds bezig te proberen om praetor te worden wanneer Spartacus met zijn opstand begint. In werkelijkheid had hij deze positie reeds gekregen toen de opstand begon.[8]
- Oenomaus, de Doctore wordt in de serie gepresenteerd als een sub-Saharaan. In werkelijkheid was hij een Galliër, net als Crixus.

## Toekomst en spin-off
Op 12 mei 2010 maakte Starz bekend dat er een prequelserie als spin-off komt, vanwege de ziekte van hoofdrolspeler Andy Whitfield. Deze speelt zich af voor het eerste seizoen van Blood and Sand. Deze serie, met de titel Gods of the Arena, ging in januari 2011 in première. Kort hierop werd een nieuw seizoen van Spartacus aangekondigd waarin Liam McIntyre Andy Whitfield zou vervangen als Spartacus in Spartacus: Vengeance. Andy Whitfield overleed op 11 september 2011.
Eind 2012 kondigde Starz een spin-off gebaseerd op Spartacus aan, waarin Julius Caesar centraal zou staan.